# Faro sobre pilotes de rosca

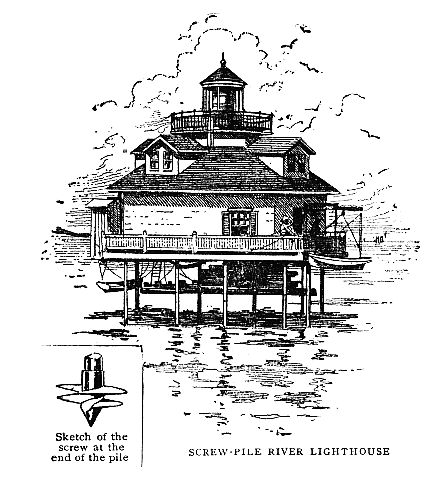
Faro sobre pilotes de rosca en Sea Stories, publ. 1910 por Century Co. N.Y.

Un faro sobre pilotes de rosca es un faro que se apoya en pilas que se enroscan en fondos marinos o fluviales de tipo blando. El primer faro de este tipo (el Faro de Maplin Sands) fue diseñado y construido por el ingeniero invidente, norirlandés Alexander Mitchell. La construcción empezó en 1838 en la desembocadura del río Támesis y el faro fue finalmente encendido en 1841. Sin embargo, el Faro de Wyre en Fleetwood, Lancashire, cuya construcción empezó más tarde, fue el primero en entrar en servicio al ser encendido en 1840.

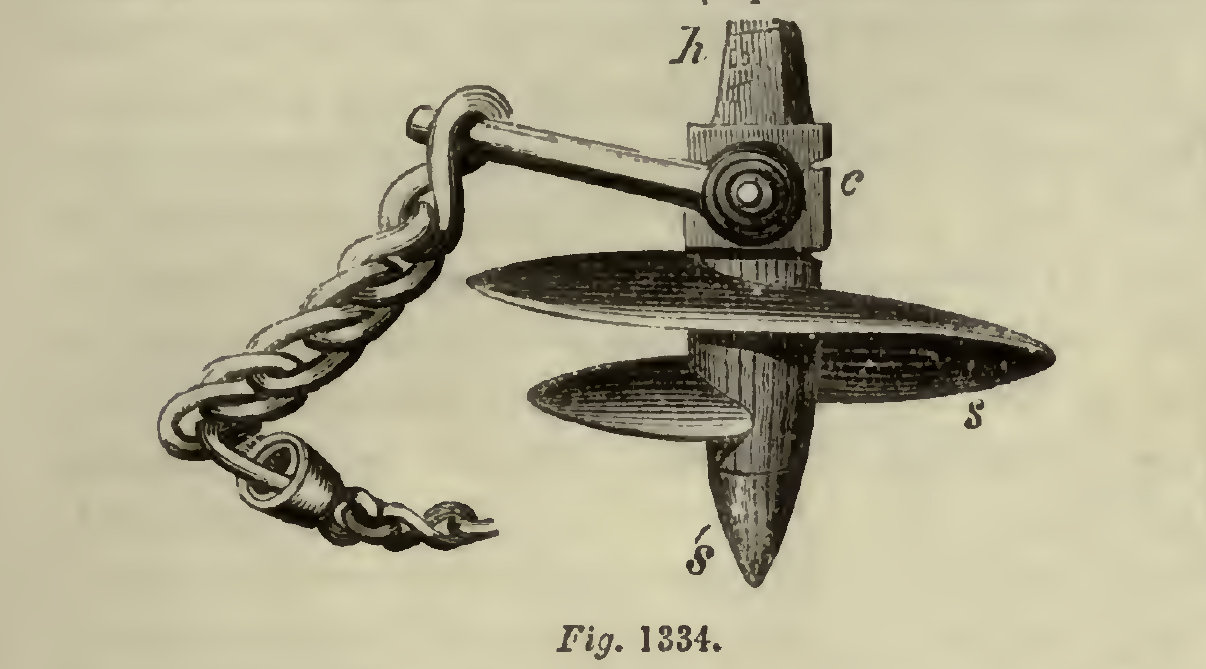
Dibujo de la rosca diseñada por Alexander Mitchell.

## Historia
Los faros sobre pilotes eran construidos normalmente con pilotes sin rosca de hierro fundido o de hierro forjado, típicamente en fondos blandos como barros, arenas, y ciénagas. En 1833 Alexander Mitchell patentó en Inglaterra junto a su hijo el diseño de un nuevo tipo de pilote de rosca de hierro forjado, lo que supuso una mejora considerable sobre los existentes pilotes convencionales rectos.
El Faro de Walde en el norte de Francia (Paso de Calais), construido en 1859, estuvo también basado en el diseño de Mitchell. A pesar de que fue desconectado en 1998 y ha perdido su linterna,  es el único faro sobre pilotes de rosca que queda en Francia. 
En España destacaron el faro de la Isla de Buda junto con los faros de El Fangar y de La Baña según diseño del arquitecto e ingeniero Lucio del Valle. Este conjunto de tres faros sobre pilotes de rosca construidos en 1864 para alumbrar la desembocadura del Ebro fueron una solución tan innovadora y original para la época que se encargó una maqueta a escala 1/20 del Faro de Buda -también en hierro- que lo representase exactamente. Esta maqueta que se construyó en Barcelona se presentó en el verano de 1867 en la Exposición Universal de París. Dicha maqueta antigua, de 1867, se ha conservado en la Universidad Politécnica de Madrid.
El problema principal que presentaban este tipo de faros metálicos era la corrosión marina. Con el desarrollo del hormigón armado fueron paulatinamente abandonados.

## Galería de imágenes

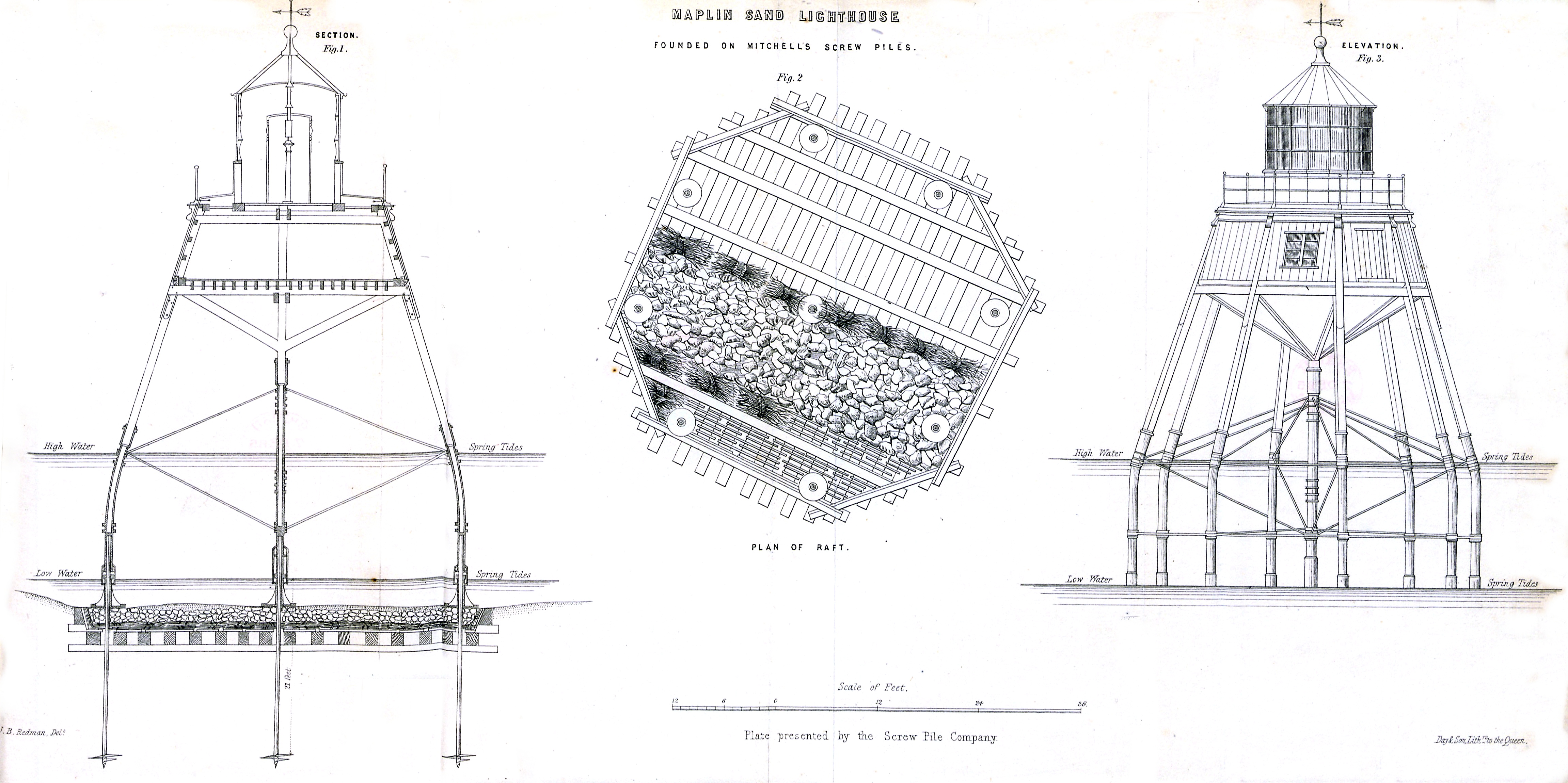
Faro de Maplin (dibujo publicado por Alexander Mitchell & Son en 1848)
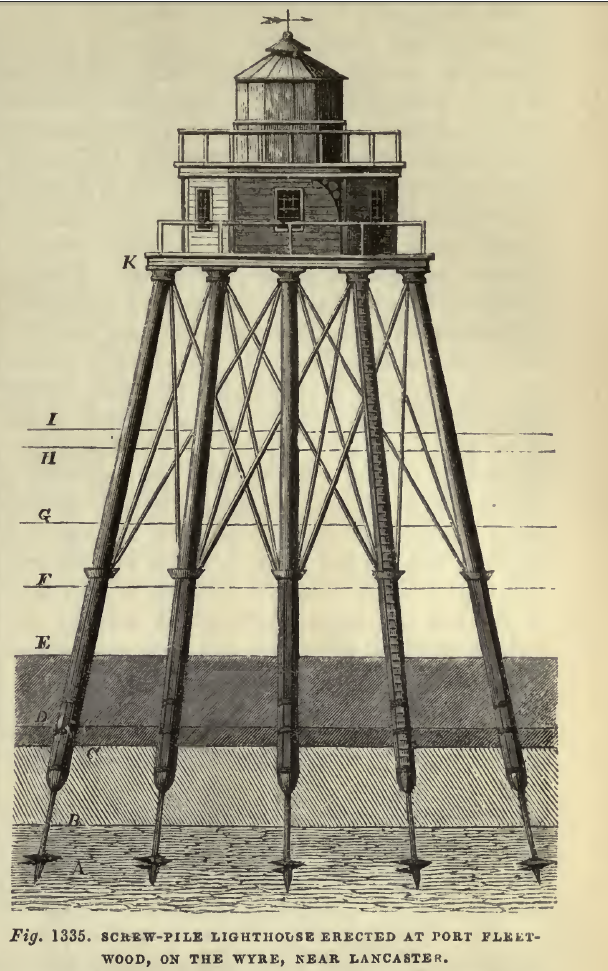
Imagen del Faro de Wyre
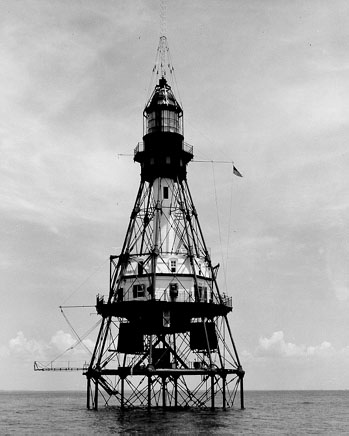
Faro de Fowey Rocks cerca de Cayo Vizcaíno, Florida
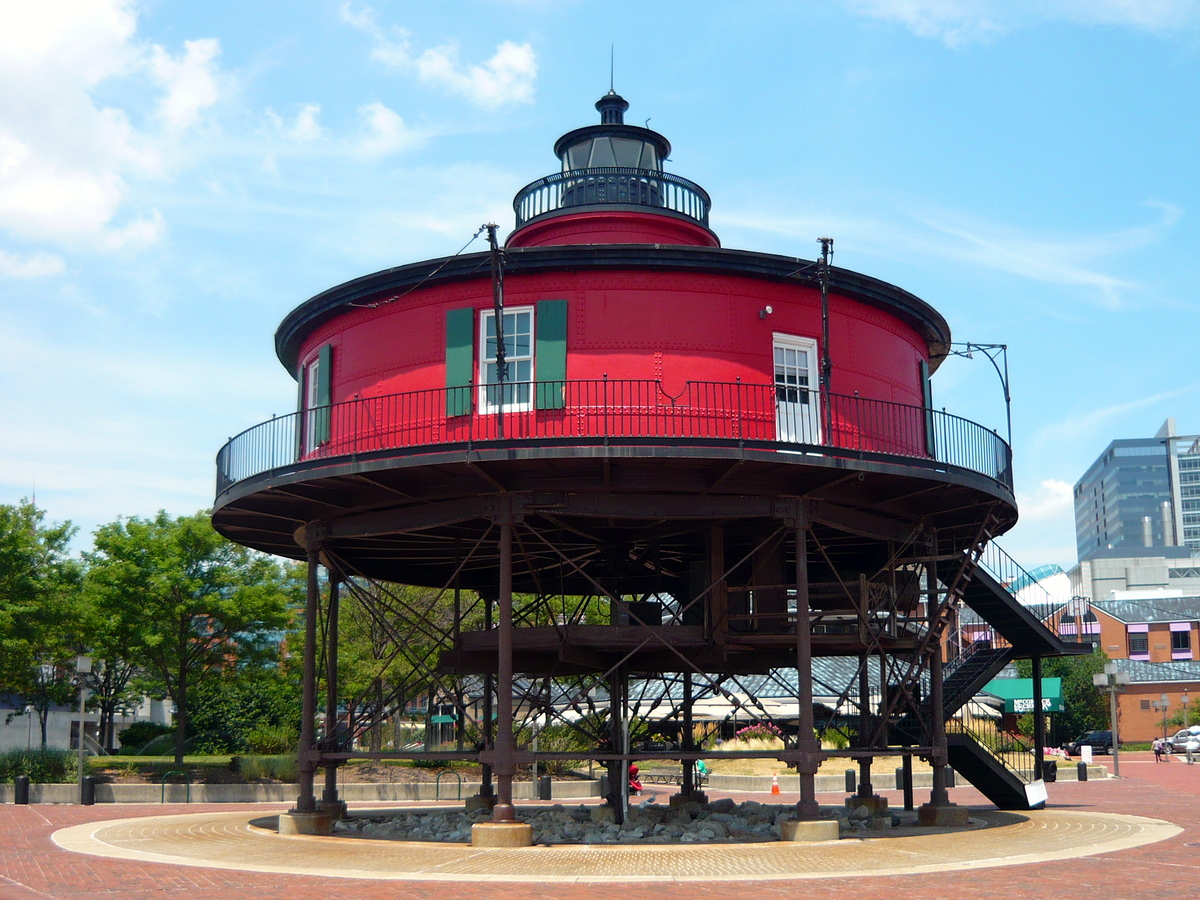
Faro de Seven Foot Knoll, Inner Harbor, Baltimore, Maryland
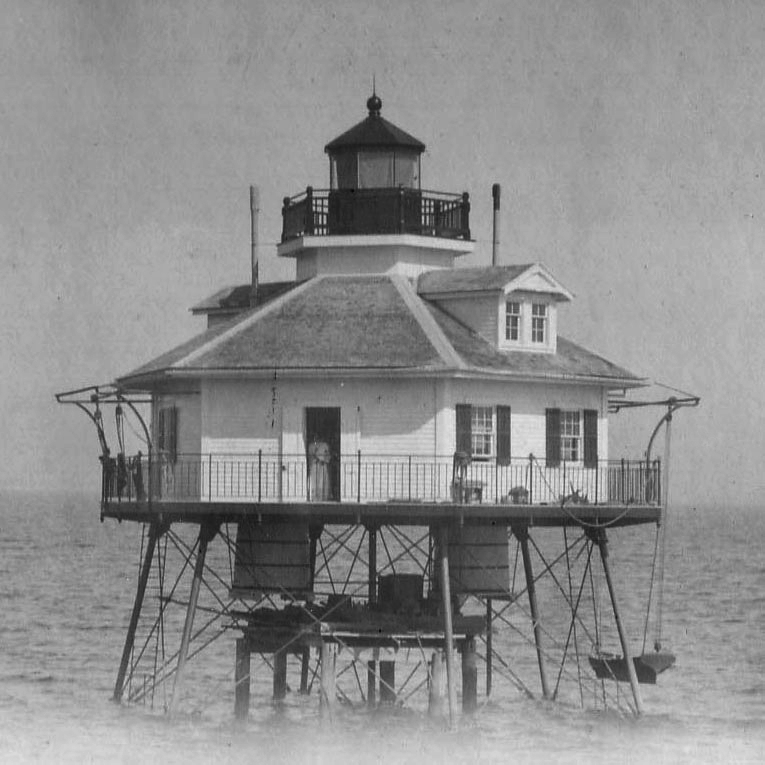
Faro de Middle Bay en Bahía de Mobile
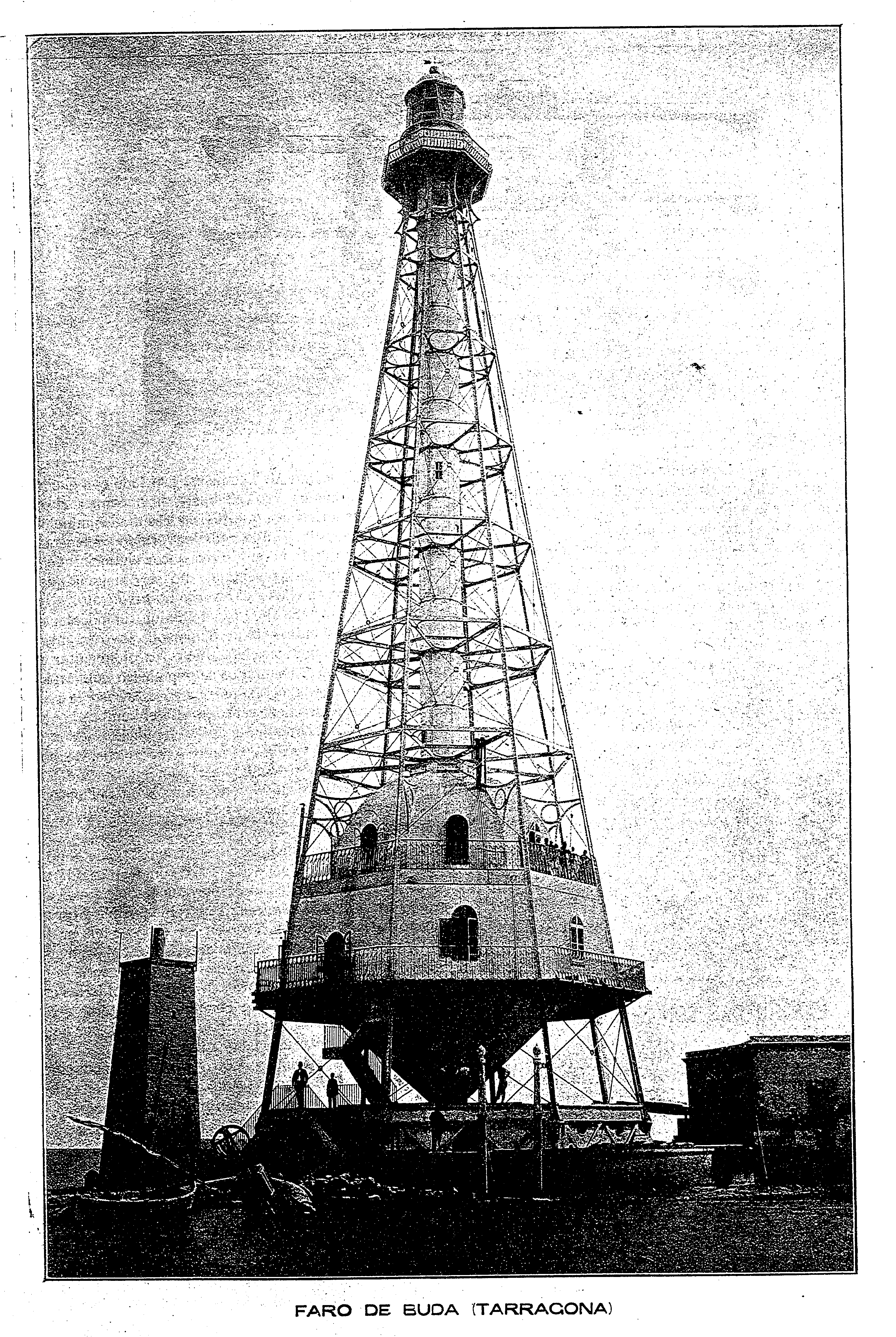
El faro de la Isla de Buda.
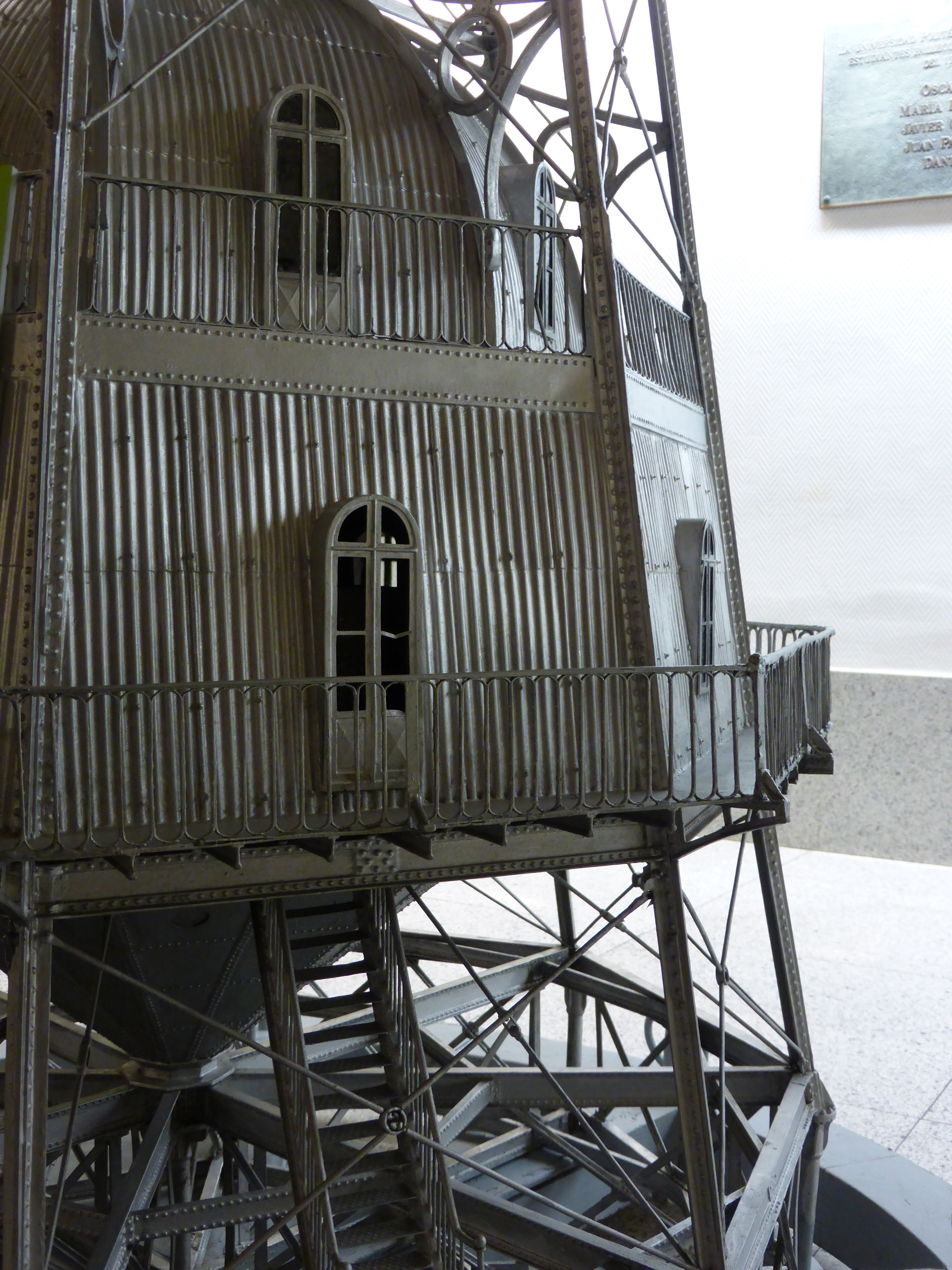
Detalle del antiguo Faro de Buda, según maqueta presentada en la Exposición Universal de París de 1867.
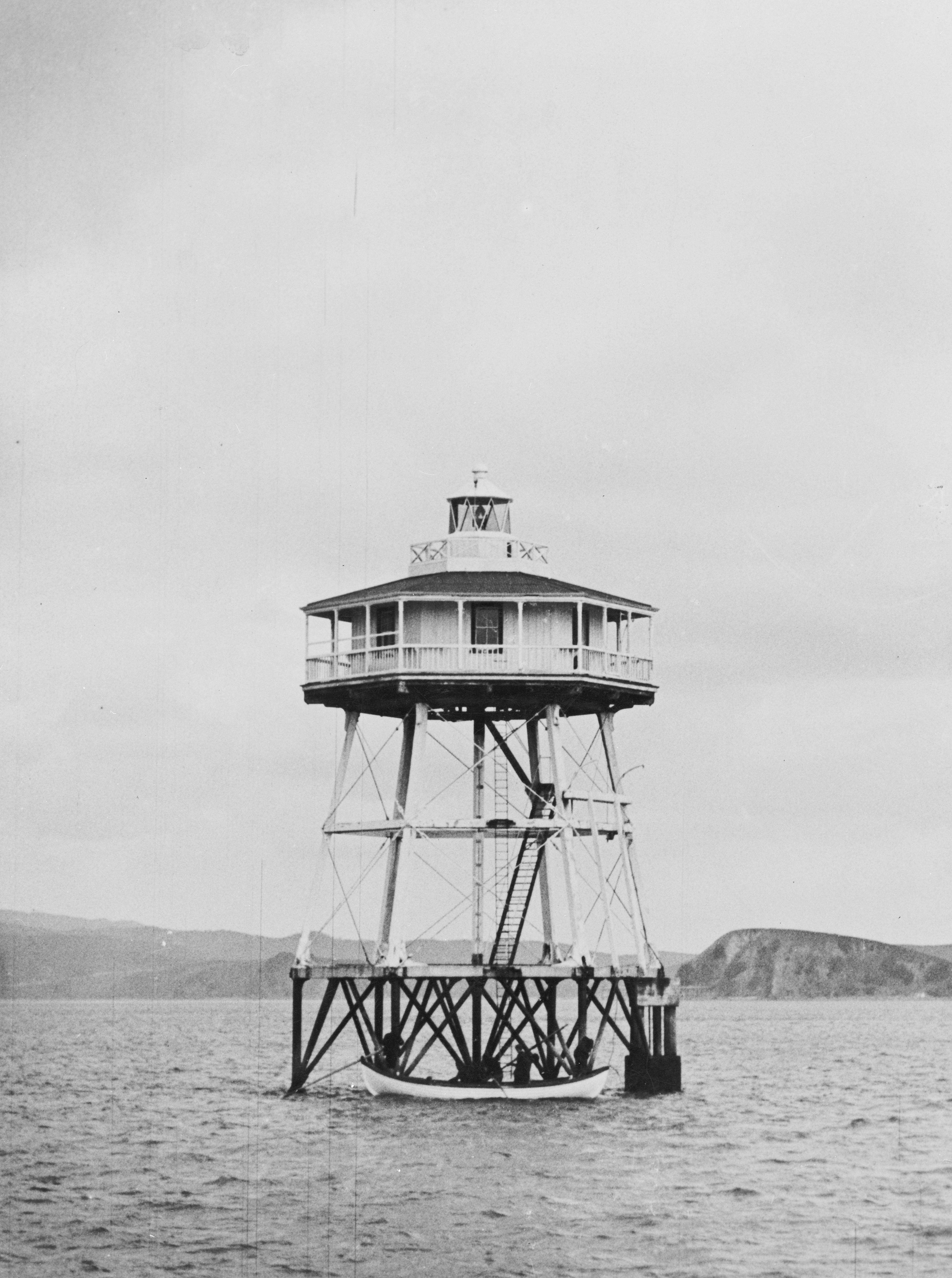
Faro de Ponui Pasasage en Nueva Zelanda.

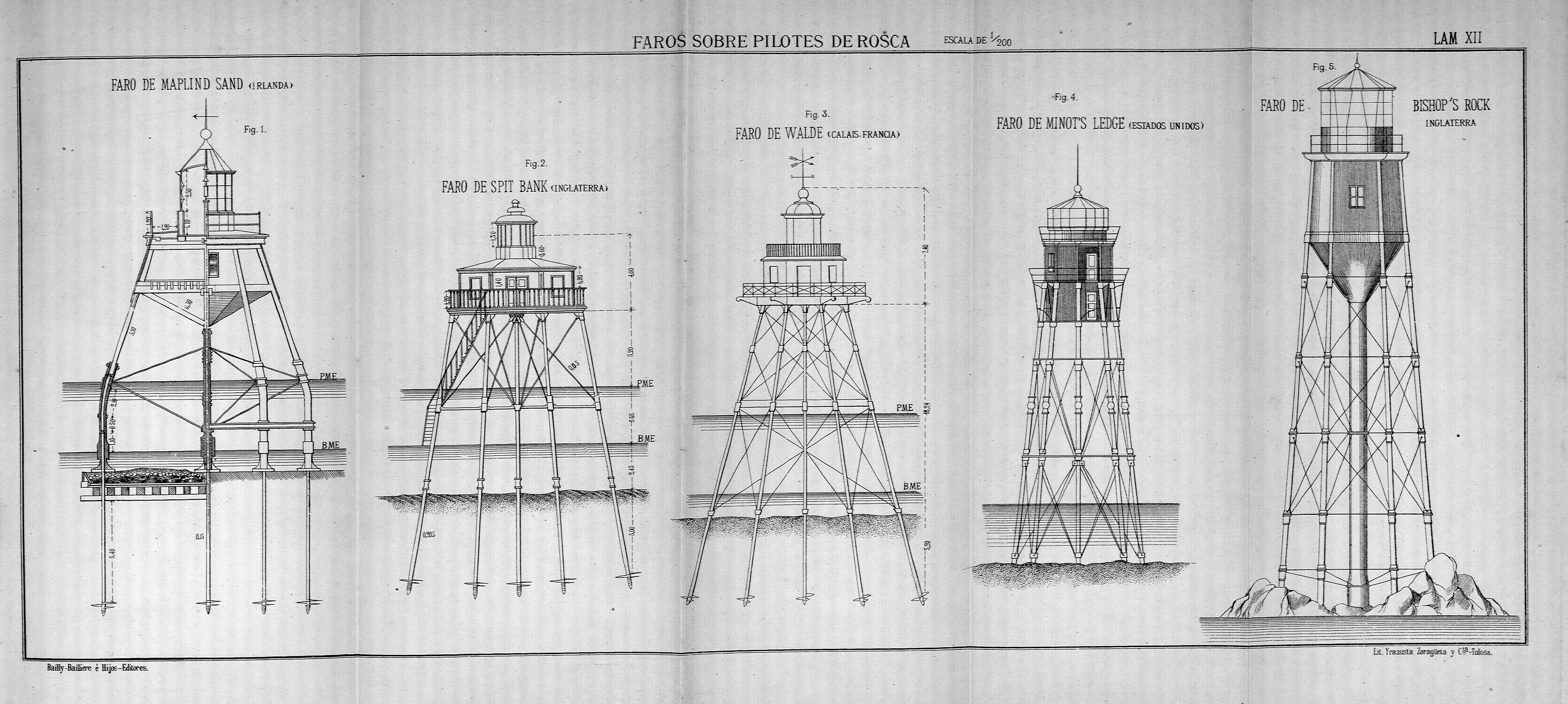
Ejemplos de faros sobre pilotes de rosca según un dibujo de José Eugenio Ribera.

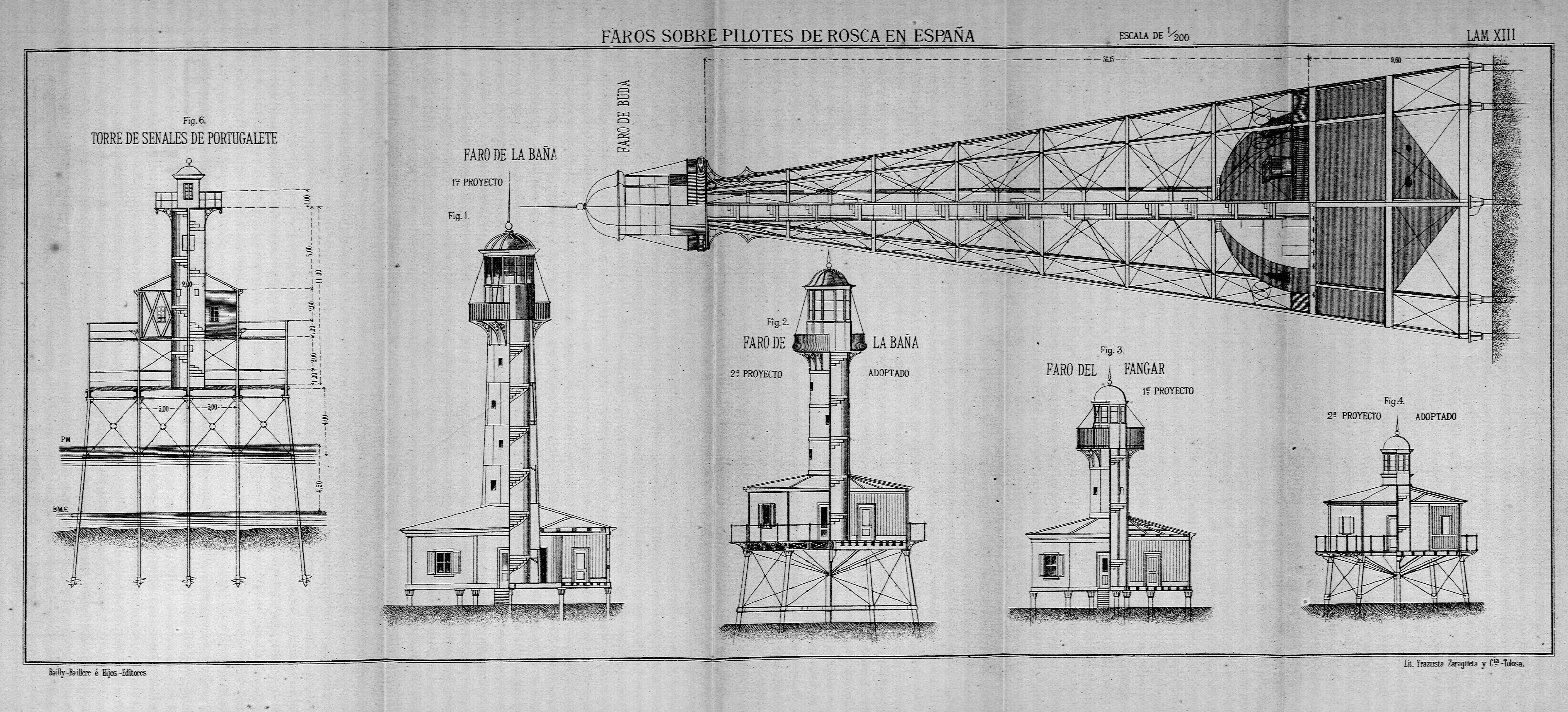
Ejemplos de faros sobre pilotes de rosca en España según un dibujo de José Eugenio Ribera.